# Tour della nazionale maschile di rugby a 15 dell'Italia 1970
Nel maggio 1970 la nazionale italiana di rugby intraprese il primo tour ufficiale della propria storia con destinazione il Madagascar.
Già negli anni 1950 e 1960 la nazionale azzurra si recò fuori dai confini nazionali per alcune tournée, ma senza disputare veri e propri incontri ufficiali: nel 1956 in Gran Bretagna con in programma tre partite contro Swansea (5-14), Cardiff RFC (3-8) ed Harlequins (14-15); nel novembre 1958 in Gran Bretagna e Irlanda disputando match contro London Counties (3-9), Blackrock (8-18) ed Heighfield (5-3); poi nuovamente nell'isola d'Irlanda a cavallo tra il 1963 e il 1964 per la rivincita contro Blackrock (5-0) e il pareggio con Dungannon (3-3); mentre nel maggio 1964 ci fu una trasferta in Belgio per due incontri con la nazionale belga (34-3) e una selezione di Liegi (65-8).
Nella quarta settimana del mese di maggio, gli Azzurri approdarono nella capitale Antananarivo con in programma due test match ufficiali contro la nazionale malgasci, il 24 e il 31 maggio allo stadio municipale di Mahamasina. Il primo tour italiano d'oltremare di sempre segnò l'esordio dell'allenatore ad interim Giordano Campice, che rimase alla giuda della nazionale fino ad ottobre; tuttavia, la serie di due incontri col Madagascar furono le uniche partite internazionali ufficiali sulla panchina azzurra.
L'Italia capitanata da Marco Bollesan si impose in entrambi i test disputati contro i malgasci, all'esordio internazionale in partite ufficiali, coi rispettivi punteggi di 17-9 e 9-6.
Nel secondo incontro, il Madagascar schierò in campo Ravolomaso, 49 anni, e Rolland Rajaonarivelo, 25 anni, rispettivamente padre e figlio.
Antecedentemente, nella quarta settimana di marzo, la nazionale azzurra intraprese un'altra tournée in Polonia disputando tre match senza il riconoscimento del cap internazionale da parte di entrambe le federazioni nazionali. Il XV italiano allenato da Aldo Invernici superò il 23 marzo una selezione di Varsavia per 20-3 e la Polonia XV il 25 marzo a Wałbrzych per 9-0, slavo poi pareggiare  il 28 marzo a Breslavia (3-3) nel secondo incontro disputato con la nazionale polacca.
Due mesi più tardi, a settembre, ci fu spazio per una breve trasferta in Inghilterra costituita da due incontri ufficiosi contro i club delle città di Esher, il 6 settembre, e Coventry, il 9 settembre, rispettivamente terminati con un pareggio (6-6) e una vittoria (23-9).

## Risultati
| Arbitro: | Boeghin |

|                |      |                                   |
| Mambo 7’       | mt   | x’ Finocchi x’ Bollesan 46’ Cioni |
|                | tr   | x’ Michelon                       |
| Rolland 1’, 3’ | c.p. | 33’ Michelon                      |
|                | drop | 55’ Pacifici                      |

| Arbitro: | Ponthiès |

|            |      |                   |
|            | mt   | 32’, 43’ Michelon |
| Rolland x’ | c.p. |                   |
| Imboa x’   | drop | 80’ Pacifici      |